# Iris graminea
Iris graminea es una especie de la familia de las iridáceas. Su distribución abarca desde España hasta el oeste de Rusia.

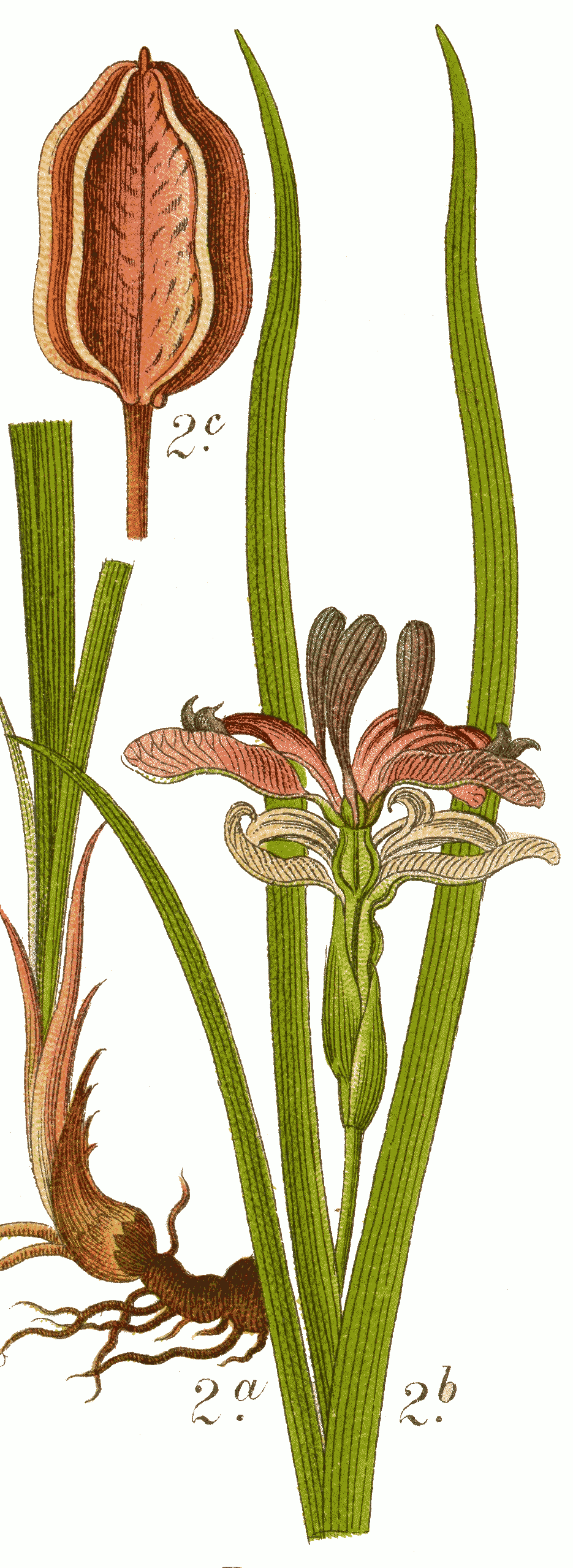
Ilustración

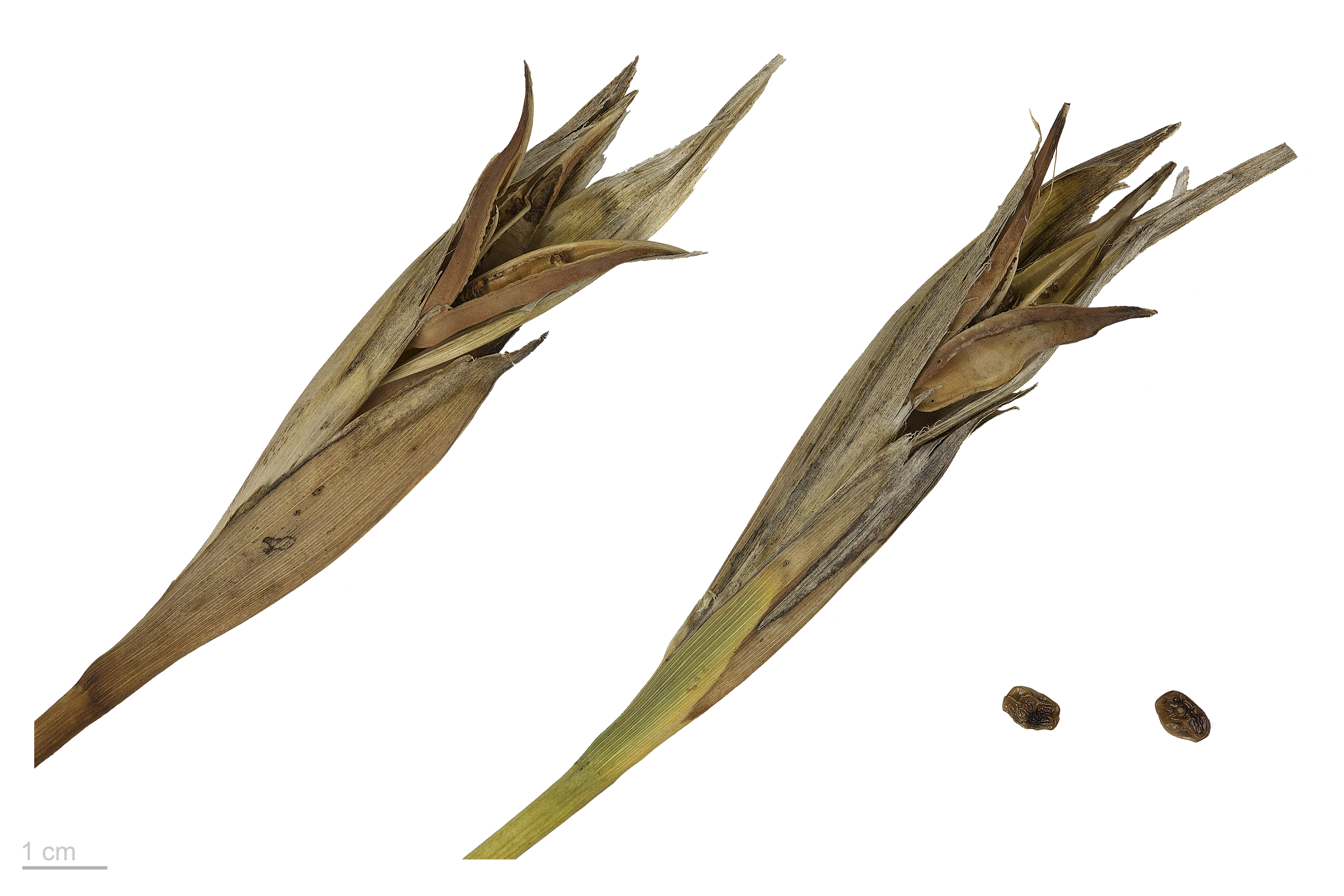
Iris graminea - MHNT

## Características
Especie de raíz rizomatosa, mide entre 20 a 45 cm de altura. En primavera su fino follaje lanceolado se oscurece parcialmente.  Las flores fragantes de 8 cm de ancho surgen en espigas, cada una de las cuales soporta dos flores. Estas varían de color de azul violáceo a púrpura, pero habitualmente presentan pétalos interiores color vino y exteriores nervosos azul violáceo. 

## Cultivo
Suele crecer en ubicaciones a pleno sol o semisombra y prefiere suelos algo ácidos y húmedos, aunque no encharcados. Las pequeñas flores, que quedan parcialmente ocultas por el follaje, se suelen utilizar para decorar rocallas o bordes de arriates húmedos. También se utiliza como flor cortada debido a su fragancia. 

## Taxonomía
Iris graminea fue descrita por Carlos Linneo y publicado en Sp. Pl. 39 1753.
Etimología
Iris: nombre genérico llamado así por Iris la diosa griega del arco iris.
graminea: epíteto latino que significa "como una hierba".
Sinonimia
- Chamaeiris graminea (L.) Medik., Hist. & Commentat. Acad. Elect. Sci. Theod.-Palat. 6: 418 (1790).
- Xiphion gramineum (L.) Schrank, Flora 7(2 Beibl.): 17 (1824).
- Limniris graminea (L.) Fuss, Fl. Transsilv.: 637 (1866).
- Xyridion gramineum (L.) Klatt, Bot. Zeitung (Berlín) 30: 500 (1872).
- Iris compressa Moench, Methodus: 529 (1794), nom. illeg.
- Iris suavis Salisb., Prodr. Stirp. Chap. Allerton: 44 (1796).
- Iris sylvatica Balb. ex Roem. & Schult., Syst. Veg. 1: 476 (1817).
- Iris adamii Willd. ex Link, Jahrb. Gewächsk. 1(3): 72 (1820).
- Iris bayonnensis Gren. & Godr., Fl. France 3: 243 (1855).
- Iris pseudocyperus Schur, Enum. Pl. Transsilv.: 657 (1866).
- Iris pseudograminea Schur, Enum. Pl. Transsilv.: 928 (1866).
- Iris lamprophylla Lange, Bot. Tidsskr. 13: 17 (1882).
- Iris nikitensis Lange, Bot. Tidsskr. 13: 17 (1882).[5]

## Nombres comunes
- Castellano: lirio, lirio de prados, lirio silvestre, lirio valenciano, pequeño lirio silvestre.[6]